# Omicron Geminorum
Omicron Geminorum (71 Geminorum) é uma estrela na direção da constelação de Gemini. Possui uma ascensão reta de 07h 39m 09.96s e uma declinação de +34° 35′ 04.7″. Sua magnitude aparente é igual a 4.89. Considerando sua distância de 158 anos-luz em relação à Terra, sua magnitude absoluta é igual a 1.46. Pertence à classe espectral F3III.